# Amp Futbol Ekstraklasa 2018
Amp Futbol Ekstraklasa 2018 – 4. edycja mistrzostw Polski w amp futbolu. Organizatorem rozgrywek było stowarzyszenie Amp Futbol Polska, brały w nich udział drużyny czterech piłkarskich klubów ampfutbolowych.
Podobnie jak w poprzednich edycjach sezon składa się z turniejów organizowanych przez poszczególne kluby Ekstraklasy. Podczas turnieju obowiązuje system "każdy z każdym bez rewanżów" - dało to liczbę ogólną 23 meczów w sezonie podczas czterech turniejów (jeden się nie odbył).

## Drużyny
| Drużyna                   | Miasto        | Liczba sezonów w Ekstraklasie | Miejsce w poprzednim sezonie |
| ------------------------- | ------------- | ----------------------------- | ---------------------------- |
| Husaria Kraków            | Kraków        | 3                             | 1                            |
| Gloria Varsovia           | Warszawa      | 3                             | 2                            |
| Kuloodporni Bielsko-Biała | Bielsko-Biała | 2                             | 3                            |
| GKS Góra                  | Góra          | 3                             | 4                            |

## Turnieje
Zasady ustalania kolejności:

1. liczba zdobytych punktów w całym cyklu rozgrywek; 

2. liczba punktów zdobyta w meczach bezpośrednich; 

3. różnica bramek w meczach bezpośrednich; 

4. różnica bramek w całym cyklu rozgrywek; 

5. liczba zdobytych bramek w całym cyklu rozgrywek; 

### Warszawa (Warszawa, 21-22.04)
Tabela
| Lp. | Zespół                    | M | Pkt | Z | R | P | G+ | G- | +/- |
| --- | ------------------------- | - | --- | - | - | - | -- | -- | --- |
| 1.  | Gloria Varsovia           | 3 | 7   | 2 | 1 | 0 | 8  | 0  | +8  |
| 2.  | Kuloodporni Bielsko-Biała | 3 | 7   | 2 | 1 | 0 | 8  | 1  | +7  |
| 3.  | GKS Góra                  | 3 | 3   | 1 | 0 | 2 | 3  | 12 | -9  |
| 4.  | Husaria Kraków            | 3 | 0   | 0 | 0 | 3 | 1  | 7  | -6  |

    = zwycięzca turnieju 
Mecze
| 21 kwietnia 2018 | Gloria Varsovia | 0:0 | Kuloodporni Bielsko-Biała | Stadion Varsovii, ul. Międzyparkowa 4, Warszawa |
|                  |                 |     |                           |                                                 |

| 21 kwietnia 2018 | Husaria Kraków · K. Kapłon 24' (k) | 1:2(1:2) | GKS Góra · 6' M. Sadłowski (R. Bieńkowski) · 16' M. Sadłowski (B. Skrzypek) · 25' A. Stolikowski · 39' B. Skrzypek | Stadion Varsovii, ul. Międzyparkowa 4, Warszawa |
|                  |                                    |          | |                                                 |

| 21 kwietnia 2018 | Gloria Varsovia · J. Kożuch (D. Dobkowski) 3' · J. Kożuch (J. Popławski) 25' · D. Dobkowski (J. Kożuch) 27' · D. Dobkowski (J. Kożuch) 32' · J. Kożuch (B. Abayomi) 35' | 5:0(2:0) | GKS Góra | Stadion Varsovii, ul. Międzyparkowa 4, Warszawa |
|                  | |          |          |                                                 |

| 21 kwietnia 2018 | Husaria Kraków | 0:2(0:0) | Kuloodporni Bielsko-Biała · 43' M. Pożycki (B. Łastowski) · 50' B. Łastowski (P. Mizera) | Stadion Varsovii, ul. Międzyparkowa 4, Warszawa |
|                  |                |          |                                                                                          |                                                 |

| 22 kwietnia 2018 | Gloria Varsovia | 3:0 wo. | Husaria Kraków | Stadion Varsovii, ul. Międzyparkowa 4, Warszawa |
|                  |                 |         |                |                                                 |

| 22 kwietnia 2018 | Kuloodporni Bielsko-Biała · K. Wrona (P. Mizera) 18' · K. Wrona (B. Łastowski) 25' · S. Ganszczyk (B. Łastowski) 36' · M. Pożycki 42' · B. Łastowski 45' · M. Krzempek (B. Łastowski) 48' | 6:1(2:0) | GKS Góra · 46' R. Bieńkowski (B. Skrzypek) | Stadion Varsovii, ul. Międzyparkowa 4, Warszawa |
|                  | |          |                                            |                                                 |

Nagrody:
- Król Strzelców Turnieju: Jakub Kożuch (Gloria Varsovia)
- Najlepszy Zawodnik Turnieju: Jakub Kożuch (Gloria Varsovia)
- Najlepszy Bramkarz Turnieju: Igor Woźniak (Husaria Kraków)

### Góra (Płock, 20-21.05)
Tabela
| Lp. | Zespół                    | M | Pkt | Z | R | P | G+ | G- | +/- |
| --- | ------------------------- | - | --- | - | - | - | -- | -- | --- |
| 1.  | Gloria Varsovia           | 3 | 7   | 2 | 1 | 0 | 7  | 2  | +5  |
| 2.  | GKS Góra                  | 3 | 4   | 1 | 1 | 1 | 6  | 8  | -2  |
| 3.  | Husaria Kraków            | 3 | 3   | 1 | 0 | 2 | 5  | 8  | -3  |
| 4.  | Kuloodporni Bielsko-Biała | 3 | 3   | 1 | 0 | 2 | 4  | 4  | 0   |

    = zwycięzca turnieju 
Mecze
| 26 maja 2018 | GKS Góra · S. Ziółkowski 4' | 0:3(0:0) | Kuloodporni Bielsko-Biała · 34' P. Mizera · 39' B. Łastowski (A. Klyszcz) · 50' Ganszczyk (K. Wrona) · 24' M. Krzempek | [ 1 ] |
|              |                             |          | |       |

| 26 maja 2018 | Husaria Kraków | 0:3(0:2) | Gloria Varsovia · 21' J. Kożuch · 24' J. Kożuch · 37' J. Kożuch | [ 1 ] |
|              |                |          |                                                                 |       |

| 26 maja 2018 | GKS Góra · S. Ziółkowski 10' · R. Bieńkowski (S. Ziółkowski) 12' · B. Skrzypek (R. Bieńkowski) 23' · R. Bieńkowski (M. Pereczkowski) 30' | 4:3(3:2) | Husaria Kraków · 3' K. Kapłon (K. Grygiel) · 16' K. Grygiel (M. Guszkiewicz) · 50' M. Guszkiewicz (P. Świercz) | [ 1 ] |
|              | |          | |       |

| 26 maja 2018 | Kuloodporni Bielsko-Biała · K. Wrona 35' | 0:2(0:1) | Gloria Varsovia · 12' J. Kożuch · 33' J. Kożuch | [ 1 ] |
|              |                                          |          |                                                 |       |

| 27 maja 2018 | Husaria Kraków · 11' K. Kapłon (K. Grygiel) · 30' M. Guszkiewicz (K. Kapłon) | 2:1(1:0) | Kuloodporni Bielsko-Biała · M. Krzempek 40' | [ 1 ] |
|              |                                                                              |          |                                             |       |

| 27 maja 2018 | GKS Góra · S. Ziółkowski (R. Bieńkowski) 40' · M. Sadłowski (R. Bieńkowski) 49' · S. Ziółkowski 23' | 2:2(0:1) | Gloria Varsovia · 15' J. Kożuch · 46' D. Dobkowski (J. Kożuch) · 42' B. Abayomi | [ 1 ] |
|              | |          |                                                                                 |       |

Nagrody:
- Król Strzelców Turnieju: Jakub Kożuch (Gloria Varsovia)
- Najlepszy Zawodnik Turnieju: Krystian Kapłon (Husaria Kraków)
- Najlepszy Bramkarz Turnieju: Kamil Nowak (Kuloodporni Bielsko-Biała)

### Kraków (Białka Tatrzańska, 30.06-1.07)
Tabela
| Lp. | Zespół                    | M | Pkt | Z | R | P | G+ | G- | +/- |
| --- | ------------------------- | - | --- | - | - | - | -- | -- | --- |
| 1.  | Husaria Kraków            | 3 | 6   | 2 | 0 | 1 | 9  | 3  | +6  |
| 2.  | Kuloodporni Bielsko-Biała | 3 | 6   | 2 | 0 | 1 | 8  | 4  | +4  |
| 3.  | Gloria Varsovia           | 3 | 6   | 2 | 0 | 1 | 2  | 2  | 0   |
| 4.  | GKS Góra                  | 3 | 0   | 0 | 0 | 3 | 1  | 11 | -10 |

    = zwycięzca turnieju 
Mecze
| 30 czerwca 2018 | Husaria Kraków · M. Guszkiewicz (K. Grygiel) 8' · M. Guszkiewicz (K. Rosiek) 24' | 2:0(2:0) | Gloria Varsovia · 27' B. Abayomi | Stadion Watry, Białka Tatrzańska |
|                 |                                                                                  |          |                                  |                                  |

| 30 czerwca 2018 | Kuloodporni Bielsko-Biała · B. Łastowski 8' · P. Skorka (B. Łastowski) 16' · B. Łastowski (S. Ganszczyk) 28' · B. Łastowski (S. Ganszczyk) 29' · M. Krzempek (B Łastowski) 35' | 5:1(2:0) | GKS Góra · 44' A. Werner (R. Bieńkowski) | Stadion Watry, Białka Tatrzańska |
|                 | |          |                                          |                                  |

| 30 czerwca 2018 | Husaria Kraków · K. Grygiel (K. Kapłon) 6' · K. Kapłon 44' | 2:3(1:0) | Kuloodporni Bielsko-Biała · 30' B. Łastowski 30 · 36' B. Łastowski (K. Wrona) · 49' M. Krzempek | Stadion Watry, Białka Tatrzańska |
|                 |                                                            |          |                                                                                                 |                                  |

| 30 czerwca 2018 | GKS Góra | 0:1(0:1) | Gloria Varsovia · 11' A. Stanecki (J. Kożuch) | Stadion Watry, Białka Tatrzańska |
|                 |          |          |                                               |                                  |

| 1 lipca 2018 | Gloria Varsovia · D. Dobkowski (M. Kusiński) 41' · A. Stanecki 27', 45' · K. Krzyjszczyk 50' | 1:0(0:0) | Kuloodporni Bielsko-Biała | Stadion Watry, Białka Tatrzańska |
|              |                                                                                              |          |                           |                                  |

| 1 lipca 2018 | Husaria Kraków · K. Rosiek (K. Grygiel) 21' · K. Rosiek (K. Grygiel) 24' · K. Rosiek (K. Kapłon) 31' · D. Ziemiańczyk 44' · P. Świercz (K. Kapłon) 49' · K. Grygiel 6' | 5:0(2:0) | GKS Góra · 6' A. Stolikowski · 19' R. Bieńkowski | Stadion Watry, Białka Tatrzańska |
|              | |          |                                                  |                                  |

Nagrody:
- Król Strzelców Turnieju: Bartosz Łastowski (Kuloodporni Bielsko-Biała)
- Najlepszy Zawodnik Turnieju: Bartosz Łastowski (Kuloodporni Bielsko-Biała)
- Najlepszy Bramkarz Turnieju: Jakub Popławski (Gloria Varsovia)

### Bielsko-Biała (29-30.09)
Tabela
| Lp. | Zespół                    | M | Pkt | Z | R | P | G+ | G- | +/- |
| --- | ------------------------- | - | --- | - | - | - | -- | -- | --- |
| 1.  | Kuloodporni Bielsko-Biała | 3 | 6   | 2 | 0 | 1 | 5  | 4  | +1  |
| 2.  | Husaria Kraków            | 3 | 6   | 2 | 0 | 1 | 9  | 3  | +6  |
| 3.  | GKS Góra                  | 3 | 3   | 1 | 0 | 2 | 2  | 9  | -7  |
| 4.  | Gloria Varsovia           | 3 | 3   | 1 | 0 | 2 | 3  | 3  | 0   |

    = zwycięzca turnieju 
Mecze
| 29 września 2018 | Kuloodporni Bielsko-Biała · M. Krzempek 12' · B. Łastowski (P. Mizera) 28' · B. Łastowski 30' | 3:1(1:0) | GKS Góra · 40' R. Bieńkowski | Stadion „Na Górce”, ul. Młyńska, Bielsko-Biała |
|                  |                                                                                               |          |                              |                                                |

| 29 września 2018 | Gloria Varsovia · J. Kożuch 31' | 1:2(0:1) | Husaria Kraków · 2' K. Kapłon · 49' K. Grygiel | Stadion „Na Górce”, ul. Młyńska, Bielsko-Biała |
|                  |                                 |          |                                                |                                                |

| 29 września 2018 | Gloria Varsovia · B. Abayomi 48' | 0:1(0:1) | GKS Góra · 20' R. Bieńkowski · 11' A. Stolikowski · 13' S. Ziółkowski | Stadion „Na Górce”, ul. Młyńska, Bielsko-Biała |
|                  |                                  |          |                                                                       |                                                |

| 29 września 2018 | Kuloodporni Bielsko-Biała · M. Ślusarczyk 21' (sam.) · B. Łastowski 41' | 2:1(1:1) | Husaria Kraków · 6' K. Grygiel (M. Guszkiewicz) | Stadion „Na Górce”, ul. Młyńska, Bielsko-Biała |
|                  |                                                                         |          |                                                 |                                                |

| 30 września 2018 | Husaria Kraków · M. Guszkiewicz 10' · K. Kapłon (M. Guszkiewicz) 23' · K. Kapłon (M. Guszkiewicz) 28' · K. Grygiel 33' · P. Świercz (K. Kapłon) 42' · P. Świercz 45' | 6:0(2:0) | GKS Góra | Stadion „Na Górce”, ul. Młyńska, Bielsko-Biała |
|                  | |          |          |                                                |

| 30 września 2018 | Kuloodporni Bielsko-Biała | 0:2(0:1) | Gloria Varsovia · 25+2' (sam.) K. Nowak · 36' J. Kożuch (M. Kusiński) | Stadion „Na Górce”, ul. Młyńska, Bielsko-Biała |
|                  |                           |          |                                                                       |                                                |

Nagrody:
- Król Strzelców Turnieju: Bartosz Łastowski (Kuloodporni Bielsko-Biała)
- Najlepszy Zawodnik Turnieju: Krystian Kapłon (Husaria Kraków)
- Najlepszy Bramkarz Turnieju: Jakub Popławski (Gloria Varsovia)

## Tabela końcowa mistrzostw
| Lp. | Zespół                    | M  | Pkt | Z | R | P | G+ | G- | +/- |
| --- | ------------------------- | -- | --- | - | - | - | -- | -- | --- |
| 1.  | Gloria Varsovia           | 12 | 23  | 7 | 2 | 3 | 20 | 7  | +13 |
| 2.  | Kuloodporni Bielsko-Biała | 12 | 22  | 7 | 1 | 4 | 25 | 13 | +12 |
| 3.  | Husaria Kraków            | 12 | 15  | 5 | 0 | 7 | 24 | 21 | +3  |
| 4.  | GKS Góra                  | 12 | 10  | 3 | 1 | 8 | 12 | 40 | -28 |

## Nagrody indywidualne sezonu
| Nagroda                   | Imię i nazwisko | Klub                      |
| ------------------------- | --------------- | ------------------------- |
| Król strzelców sezonu     | Jakub Kożuch    | Gloria Varsovia           |
| Najlepszy zawodnik sezonu | Krystian Kapłon | Husaria Kraków            |
| Najlepszy bramkarz sezonu | Jakub Popławski | Gloria Varsovia           |
| Młody zawodnik sezonu     | Krystian Kapłon | Husaria Kraków            |
| Odkrycie sezonu           | Kamil Grygiel   | Husaria Kraków            |
| Trener sezonu             | Maciej Kozik    | Kuloodporni Bielsko-Biała |
| Działacz sezonu           | Daniel Kawka    | Kuloodporni Bielsko-Biała |
| Nagroda Fair Play         | Husaria Kraków  | Husaria Kraków            |
| Nagroda specjalna sezonu  | Bartosz Ciołek  | Gloria Varsovia           |

## Statystyki indywidualne sezonu

### Strzelcy
| Gol | Imię i nazwisko    | Klub                      |
| --- | ------------------ | ------------------------- |
| 11  | Jakub Kożuch       | Gloria Varsovia           |
| 11  | Bartosz Łastowski  | Kuloodporni Bielsko-Biała |
| 7   | Krystian Kapłon    | Husaria Kraków            |
| 5   | Rafał Bieńkowski   | GKS Góra                  |
| 5   | Kamil Grygiel      | Husaria Kraków            |
| 5   | Marcin Guszkiewicz | Husaria Kraków            |
| 5   | Mariusz Krzempek   | Kuloodporni Bielsko-Biała |

| Gol | Imię i nazwisko    | Klub                      |
| --- | ------------------ | ------------------------- |
| 4   | Dawid Dobkowski    | Gloria Varsovia           |
| 3   | Kamil Rosiek       | Husaria Kraków            |
| 3   | Mateusz Sadłowski  | GKS Góra                  |
| 3   | Przemysław Świercz | Husaria Kraków            |
| 2   | Szymon Ganszczyk   | Kuloodporni Bielsko-Biała |
| 2   | Maciej Pożycki     | Kuloodporni Bielsko-Biała |
| 2   | Krzysztof Wrona    | Kuloodporni Bielsko-Biała |

| Gol | Imię i nazwisko      | Klub                      |
| --- | -------------------- | ------------------------- |
| 2   | Sebastian Ziółkowski | GKS Góra                  |
| 1   | Piotr Mizera         | Kuloodporni Bielsko-Biała |
| 1   | Paweł Skorka         | Kuloodporni Bielsko-Biała |
| 1   | Bartosz Skrzypek     | GKS Góra                  |
| 1   | Adrian Stanecki      | Gloria Varsovia           |
| 1   | Arkadiusz Werner     | GKS Góra                  |
| 1   | Dariusz Ziemiańczyk  | Husaria Kraków            |

### Asystenci
|   | Imię i nazwisko    | Klub                      |
| - | ------------------ | ------------------------- |
| 6 | Bartosz Łastowski  | Kuloodporni Bielsko-Biała |
| 5 | Rafał Bieńkowski   | GKS Góra                  |
| 5 | Kamil Grygiel      | Husaria Kraków            |
| 5 | Krystian Kapłon    | Husaria Kraków            |
| 4 | Marcin Guszkiewicz | Husaria Kraków            |
| 4 | Jakub Kożuch       | Gloria Varsovia           |
| 4 | Piotr Mizera       | Kuloodporni Bielsko-Biała |

|   | Imię i nazwisko  | Klub                      |
| - | ---------------- | ------------------------- |
| 2 | Szymon Ganszczyk | Kuloodporni Bielsko-Biała |
| 2 | Marcin Kusiński  | Gloria Varsovia           |
| 2 | Bartosz Skrzypek | GKS Góra                  |
| 2 | Krzysztof Wrona  | Kuloodporni Bielsko-Biała |
| 1 | Bamgbopa Abayomi | Gloria Varsovia           |
| 1 | Dawid Dobkowski  | Gloria Varsovia           |

|   | Imię i nazwisko      | Klub                      |
| - | -------------------- | ------------------------- |
| 1 | Adam Klyszcz         | Kuloodporni Bielsko-Biała |
| 1 | Marcin Pereczkowski  | GKS Góra                  |
| 1 | Jakub Popławski      | Gloria Varsovia           |
| 1 | Kamil Rosiek         | Husaria Kraków            |
| 1 | Przemysław Świercz   | Husaria Kraków            |
| 1 | Sebastian Ziółkowski | GKS Góra                  |

### Klasyfikacja kanadyjska
| Punkty | Gol |   | Imię i nazwisko   | Klub                      |
| ------ | --- | - | ----------------- | ------------------------- |
| 17     | 11  | 6 | Bartosz Łastowski | Kuloodporni Bielsko-Biała |
| 15     | 11  | 4 | Jakub Kożuch      | Gloria Varsovia           |
| 12     | 7   | 5 | Krystian Kapłon   | Husaria Kraków            |

| Punkty | Gol |   | Imię i nazwisko    | Klub           |
| ------ | --- | - | ------------------ | -------------- |
| 10     | 5   | 5 | Rafał Bieńkowski   | GKS Góra       |
| 10     | 5   | 5 | Kamil Grygiel      | Husaria Kraków |
| 9      | 5   | 4 | Marcin Guszkiewicz | Husaria Kraków |

| Punkty | Gol |   | Imię i nazwisko  | Klub                      |
| ------ | --- | - | ---------------- | ------------------------- |
| 5      | 4   | 1 | Dawid Dobkowski  | Gloria Varsovia           |
| 5      | 5   | 0 | Mariusz Krzempek | Kuloodporni Bielsko-Biała |
| 5      | 4   | 1 | Piotr Mizera     | Kuloodporni Bielsko-Biała |